# Black Earth (Gemeinde)
Black Earth ist eine Gemeinde (mit dem Status „Village“) im Dane County im US-amerikanischen Bundesstaat Wisconsin. Das U.S. Census Bureau ermittelte bei der Volkszählung 2020 eine Einwohnerzahl von 1493.
Black Earth ist Bestandteil der Metropolregion Madison.

## Geografie
Black Earth liegt im mittleren Süden Wisconsins, im nordwestlichen Vorortbereich von dessen Hauptstadt Madison. Der am Mississippi gelegene Schnittpunkt der drei Bundesstaaten Wisconsin, Iowa und Illinois liegt 124 km südwestlich.
Die geografischen Koordinaten von Black Earth sind 43° 08′ 14″ nördlicher Breite und 89° 44′ 48″ westlicher Länge. Das Gemeindegebiet erstreckt sich über eine Fläche von 2,23 km².
Das Zentrum von Madison liegt 30,6 km ostsüdöstlich. Weitere Nachbarorte sind Sauk City (18,1 km nördlich), Cross Plains (7,9 km ostsüdöstlich), Mount Horeb (16,5 km südlich), Vermont (9,4 km südsüdwestlich) und Mazomanie (6,9 km nordwestlich).
Die nächstgelegenen Großstädte sind Green Bay (248 km nordöstlich), Milwaukee (168 km östlich), Chicago (264 km südöstlich) und Rockford (137 km südsüdöstlich).

## Verkehr
Der U.S. Highway 14 und der auf diesem Abschnitt deckungsgleich verlaufende Wisconsin State Highways 78 führen nördlich am Stadtzentrum von Black Earth vorbei. Alle weiteren Straßen sind untergeordnete Landstraßen, teils unbefestigte Fahrwege sowie innerörtliche Verbindungsstraßen.
Parallel zu US 14 verläuft durch Black Earth eine Eisenbahnstrecke der Wisconsin and Southern Railroad, einer regionalen (Class II) Frachtverkehrsgesellschaft.
Der nächste Flughafen ist der Dane County Regional Airport in Madison (38,8 km östlich).

## Bevölkerung
Nach der Volkszählung im Jahr 2010 lebten in Black Earth 1338 Menschen in 559 Haushalten. Die Bevölkerungsdichte betrug 600 Einwohner pro Quadratkilometer. In den 559 Haushalten lebten statistisch je 2,32 Personen.
Ethnisch betrachtet setzte sich die Bevölkerung zusammen aus 96,7 Prozent Weißen, 0,3 Prozent Afroamerikanern, 0,4 Prozent amerikanischen Ureinwohnern, 1,4 Prozent Asiaten sowie 0,1 Prozent aus anderen ethnischen Gruppen; 1,0 Prozent stammten von zwei oder mehr Ethnien ab. Unabhängig von der ethnischen Zugehörigkeit waren 1,3 Prozent der Bevölkerung spanischer oder lateinamerikanischer Abstammung.
22,6 Prozent der Bevölkerung waren unter 18 Jahre alt, 62,2 Prozent waren zwischen 18 und 64 und 15,2 Prozent waren 65 Jahre oder älter. 50,2 Prozent der Bevölkerung war weiblich.
Das mittlere jährliche Einkommen eines Haushalts lag bei 64.250 USD. Das Pro-Kopf-Einkommen betrug 29.581 USD. 3,4 Prozent der Einwohner lebten unterhalb der Armutsgrenze.